# Cyklopi
Cyklopi (także Kiklopi; gr. Κύκλωπες Kýklōpes, łac. Cyclopes ‘okrągłoocy’) – w mitologii greckiej olbrzymy z jednym okiem pośrodku czoła, zajmujące się pasterstwem i budową ogromnych murów (cyklopowe mury). Pracowali też u Hefajstosa w kuźni i kuli pioruny dla Zeusa.
Cyklopi pierwszego pokolenia, Brontes, Steropes i Arges, byli dziećmi Gai i Uranosa. Zostali wtrąceni do Tartaru przez swojego ojca, gdyż ten obawiał się ich wielkiej siły. Jednak Kronos, także syn Uranosa, uwolnił ich oraz gigantów i hekatonchejrów, aby pomogli mu w walce ze swoim ojcem. Jednak po zwycięstwie nad Uranosem, Kronos ponownie zepchnął ich na dno piekieł, gdzie pozostali do czasu uwolnienia ich przez Zeusa, syna Kronosa. Właśnie wtedy wykuli dla niego potężną broń – pioruny, dzięki którym wygrał wojnę z tytanami. Cyklopi stworzyli także hełm Hadesa, trójząb Posejdona oraz łuk i strzały Artemidy. Ponoć zostali zabici przez Apolla po tym, jak Zeus zabił jego syna Asklepiosa, ciskając w niego piorunem.
Drugie pokolenie cyklopów, to Polifem – syn Posejdona i nimfy Toosy, który został oślepiony przez Odyseusza, oraz Telemos – wieszcz. Cyklopów Akamansa, Pyrakmona i Adnanosa jako pomocników wykorzystywał Hefajstos.
Inspiracją do stworzenia postaci cyklopa mogły być czaszki słoni znajdowane przez starożytnych ludzi, którzy uważali ich nozdrza za oczodoły.
Bernard Heuvelmans w książce Na tropie nieznanych zwierząt przytacza hipotezę XIX-wiecznego niemieckiego demonologa Teodora Zolla, identyfikującą Polifema i resztę cyklopów jako goryle.